# Trường Trung học phổ thông Tĩnh Gia I
Trường Trung học phổ thông Tĩnh Gia I (còn được gọi là Trường Tĩnh Gia I, Trường I, viết tắt: Trường THPT Tĩnh Gia I) là một trường Trung học phổ thông công lập ở Thanh Hóa, trực thuộc Sở Giáo dục và Đào tạo tỉnh Thanh Hóa.
Được thành lập vào năm 1961, trường THPT Tĩnh Gia I từ lâu vốn nổi tiếng bởi truyền thống dạy tốt, học tốt. Sau 64 năm thành lập và phát triển, với biết bao khó khăn, thách thức, thầy và trò nơi đây đã cùng nhau vun đắp, xây dựng làm nên "thương hiệu" một Tĩnh Gia I lớn mạnh.

## Lịch sử hình thành và phát triển[1]

### Giai đoạn sơ khai (1961-1965)
Thực hiện chủ trương của Đảng, của Bộ Giáo dục về "tận lực phát triển và nâng cao chất lượng giáo dục", căn cứ vào tình hình thực tế, tháng 7 năm 1961 theo đề nghị của huyện Tĩnh Gia, Ty giáo dục Thanh Hóa, Bộ Giáo dục đã ra quyết định thành lập Trường Phổ thông cấp III Tĩnh Gia với hai lớp 8. Thực hiện quyết định của Bộ Giáo dục, UBHC tỉnh và Ty giáo dục Thanh Hóa đã quyết định điều động thầy giáo Lê Xuân Hỷ - giáo viên lịch sử của Trường Lam Sơn cùng với một số thầy giáo khác như thầy Đặng Văn Đại, Nguyễn Đức Du, Nguyễn Huy Trân,...và 1 cán bộ văn thư về huyện Tĩnh Gia xây dựng nền móng thành lập trường.
Được sự quan tâm của Huyện ủy, UBHC huyện Tĩnh Gia, sự giúp đỡ của trường cấp II Tĩnh Gia, vượt lên khó khăn trong năm đầu thực hiện kế hoạch 5 năm lần thứ nhất của công cuộc xây dựng CNXH ở miền Bắc, thầy và trò trường cấp III Tĩnh Gia đã kịp thời khai giảng năm học đầu tiên với 2 lớp học và 104 học sinh. Học sinh của nhà trường chủ yếu là con em trong huyện và một phần học sinh ở các huyện lân cận. Đây là thời kỳ nhà trường không chỉ khó khăn về cơ sở vật chất, mà còn khó khăn cả về đội ngũ cán bộ, giáo viên. Lúc này nhà trường chỉ có 8 cán bộ, giáo viên nhưng phải đảm bảo giảng dạy đầy đủ các môn học, do đó một số thầy giáo phải dạy trái môn như thầy giáo môn văn phải dạy thêm môn địa, thầy giáo vật lý phải dạy thêm môn hóa,... Tuy mới thành lập, trong điều kiện giảng dạy và học tập có nhiều khó khăn, song cả thầy và trò nhà trường đã vượt qua khó khăn thử thách đã hoàn thành tốt nhiệm vụ được giao, kết thúc năm học đầu tiên 100% học sinh được lên lớp.
Năm học 1964 - 1965, nhà trường chuyển về địa điểm mới tại khu Tiểu chủng viện Ba Làng - xã Hải Thanh.
Sau 5 năm thành lập và xây dựng (1961 - 1965), trường Phổ thông cấp III Tĩnh Gia từ chỗ phải mượn địa điểm để thành lập trường, đến năm học 1964 - 1965, trường đã có một cơ sở vật chất cơ bản đảm bảo – dù còn là tranh tren nứa lá, đảm bảo phòng học cho học sinh cũng như chỗ ăn ở làm việc của tập thể cán bộ, giáo viên. Trong buổi đầu có nhiều khó khăn, cả thầy và trò nhà trường đã nỗ lực vươn lên vừa  hoàn thành nhiệm vụ dạy và học vừa hoàn thành nhiệm vụ lao động xây dựng cơ sở vật chất. Cán bộ, giáo viên của nhà trường khi mới thành lập mới chỉ có tám người, đến năm 1964 được bổ sung lên 15 người. Số lượng học sinh ngày một phát triển, tỉ lệ học sinh khá giỏi tăng, tỉ lệ học sinh đậu tốt nghiệp đạt gần 90%, chỉ tính riêng khóa học 1962 - 1965, có 83 học sinh tốt nghiệp, có tới 42 học sinh thi đậu vào các trường đại học trong và ngoài nước. Sau này nhiều người đã tiếp tục phấn đấu có học hàm, học vị là Giáo sư, Phó Giáo sư, Tiến sĩ và giữ các chức vụ cao trong các cơ quan Đảng, Nhà nước, lực lượng vũ trang, nhà máy, xí nghiệp,...

### Giai đoạn 1965-1975
Trong những năm từ 1965 đến 1975 đất nước ta luôn trong tình trạng có chiến tranh (có lúc ở cả hai miền), địa bàn Tĩnh Gia là nơi bị đánh phá ác liệt trong các cuộc leo thang đánh phá hậu phương lớn miền Bắc của đế quốc Mĩ. Để đảm bảo an toàn cho thầy và trò nhà trường, đồng thời đảm bảo duy trì tốt công tác dạy và học, nhà trường được lệnh sơ tán nhiều nơi, chia thành nhiều phân hiệu. Mặc dù trong hoàn cảnh khó khăn như vậy nhưng số lượng học sinh đi học mỗi năm một tăng, năm học 1965 - 1966 có 435 học sinh được chia làm 8 lớp (4 lớp 8, 2 lớp 9, 2 lớp 10), đến năm học 1966 - 1967 tăng lên 12 lớp với 699 học sinh (6 lớp 8, 4 lớp 9, 2 lớp 10). Song song với sự phát triển trường lớp, chất lượng giáo dục của nhà trường tăng lên, tỉ lệ học sinh khá giỏi ngày càng tăng, hạn chế học sinh yếu kém, tỉ lệ lên lớp và tốt nghiệp vẫn đạt 95%, nhiều học sinh thi đỗ vào các trường Đại học, Cao đẳng, trung học chuyên nghiệp...
Cũng trong thời gian này thực hiện phong trào "Ba sẵn sàng", nhiều học sinh của nhà trường đã tạm gác bút nghiên, rời ghế nhà trường hăng hái lên đường nhập ngũ, sẵn sàng đi bất cứ nơi đâu, làm bất kỳ việc gì khi tổ quốc cần, trong số đó có rất nhiều người hi sinh hoặc để lại một phần xương máu trên các chiến trường đem lại sự thống nhất bình yên cho đất nước.
Năm 1967, sau 6 năm xây dựng, trường Phổ thông cấp III Tĩnh Gia đã có bước phát triển về mọi mặt, đáp ứng yêu cầu của một trung tâm giáo dục - khoa học - văn hóa ở địa phương. Trước sự phát triển của số lượng học sinh và hoàn cảnh của cuộc chiến đấu ác liệt chống chiến tranh phá hoại của đế quốc Mỹ, đồng thời do yêu cầu phát triển của sự nghiệp giáo dục ở huyện nhà, trường Phổ thông cấp III Tĩnh Gia được Bộ giáo dục và UBHC tỉnh Thanh Hóa đã quyết định chia tách thành 2 trường, trường Phổ thông cấp III Tĩnh Gia 1 và trường cấp III Tĩnh Gia 2. Trường Phổ thông cấp III Tĩnh Gia 1 do thầy Nguyễn Quang Sức làm Hiệu trưởng. Sau khi chia tách, trường Phổ thông Tĩnh Gia 1 đã nhanh chóng ổn định lại tổ chức tiếp tục sự nghiệp trồng người.

### Giai đoạn 1976-1985
Sau khi hoà bình lập lại ở miền Bắc, đặc biệt sau khi đất nước thống nhất, từ nơi sơ tán chuyển về địa điểm cũ (Phố Còng) nhà trường đã tích cực sửa chữa, xây dựng cơ sở vật chất lớp học. Năm 1976, tranh thủ sự tài trợ của tổ chức UNICEF, UBND tỉnh Thanh Hóa đã quyết định đầu tư xây dựng cho nhà trường một dãy nhà 2 tầng với 16 phòng học và một dãy nhà một tầng với 6 phòng học, đồng thời xây dựng các phòng chức năng khác như văn phòng, thư viện, vệ sinh, cổng, tường rào... do Viện quy hoạch Thanh Hóa khảo sát thiết kế, công ty xây dựng I (nay là Công ty Sông Mã) và Đội xây dựng của huyện thi công. Công trình thi công đảm bảo tiến độ và đảm bảo chất lượng, được nhà trường đưa vào sử dụng từ năm học 1978 - 1979.
Bên cạnh đó thực phương châm giáo dục gắn liền với lao động sản xuất, ngoài giờ học thầy và trò đã tích cực tham gia lao động xây dựng trường lớp. Bằng các phương tiện vận chuyển thô sơ như xe thồ, xe kiến an, quang gánh, thầy và trò nhà trường đã đưa hàng trăm m3 đá và hàng nghìn m3 đất, góp phần cùng Nhà nước hoàn thành nhiệm vụ xây dựng cơ sở vật chất cho nhà trường. Ngoài tham gia xây dựng trường lớp thầy và trò nhà trường còn tham gia lao động công ích, như giúp HTX Nguyên Bình đào mương tưới tiêu trong những năm (1978 - 1979), làm đường giao thông ở phố Còng, xã Hải Thanh trong những năm (1979 - 1980), đồng thời tổ chức trồng cây trong và ngoài sân trường, sửa chữa bàn ghế...
Cùng với sự phát triển, quy mô phát triển của nhà trường ngày càng lớn mạnh, năm học 1975 - 1976 có 20 lớp với 934 học sinh (7 lớp 8, 7 lớp 9, 6 lớp 10); năm học 1976 - 1977 có 22 lớp với 1050 học sinh (8 lớp 8, 7 lớp 9, 7 lớp 10); năm học 1977 - 1978 có 24 lớp với 1068 học sinh (10 lớp 8, 8 lớp 9, 6 lớp 10) và năm học 1978 - 1979 có 26 lớp với 1205 học sinh (10 lớp 8, 8 lớp 9, 8 lớp 10); năm học 1979 -1980 có 28 lớp với 1220 học sinh (10 lớp 10, 10 lớp 11, 8 lớp 12); năm học 1980 – 1981 có 33 lớp với 1456 học sinh (13 lớp 10, 10 lớp 11, 10 lớp 12); năm học 1981 - 1982 có 31 lớp với 1436 học sinh (10 lớp 10, 11 lớp 11, 10 lớp 12); năm học 1982 - 1983 có 30 lớp với 1360 học sinh (10 lớp 10, 10 lớp 11, 10 lớp 12); năm học 1983 - 1984 có 30 lớp với 1380 học sinh (10 lớp 10, 10 lớp 11, 10 lớp 12); năm học 1984 - 1985 có 30 lớp với 1320 học sinh (10 lớp 10, 10 lớp 12).
Trong điều kiện mới, ngoài giáo dục phổ thông, nhà trường lại tiếp tục tuyển sinh hệ bổ túc văn hóa cho đội ngũ cán bộ, công nhân, lực lượng vũ trang và tầng lớp thanh niên tham gia học tập, đồng thời còn mở các lớp bồi dưỡng văn hóa cho gần 100 giáo viên cấp I lên trình độ trung cấp sư pham. Để tạo thuận lợi cho người học, ngoài mở các lớp tại trường, còn mở nhiều lớp ở xã Hải Yến và xã Tân Trường. Nhiều học sinh hệ bổ túc văn hóa của nhà trường sau khi học xong đã thi đỗ tốt nghiệp và thi vào các trường đại học, trung học chuyên nghiệp, tiếp tục công tác.
Vượt qua tình trạng khủng hoảng kinh tế xã hội của cả nước từ cuối những năm 70 đến những năm đầu 80 của thế kỷ XX, lãnh đạo nhà trường, chi bộ Đảng, các tổ chức đoàn thể đã động viên cán bộ, giáo viên, công nhân viên, khắc phục khó khăn, phấn đấu thực hiện tốt nhiệm vụ giảng dạy. Số lượng và chất lượng chuyên môn nghiệp vụ của cán bộ giáo viên ngày càng tăng. Đến năm 1980, tổng số cán bộ, giáo viên của trường là 84 người. Tổ chức bộ máy gồm có Ban giám hiệu, các tổ chuyên môn, các tổ chức đoàn thể, bộ phận hành chính, chi bộ Đảng. Đến thời gian  tổ chức bộ máy nhà trường được chia thành 7 tổ chuyên môn.
Việc nâng cao chất lượng giảng dạy của các thầy cô giáo trong nhà trường luôn được đẩy mạnh. Hàng năm trường tổ chức cho cán bộ giáo viên đi tham quan học tập kinh nghiệm ở các trường tiên tiến trong và ngoài tỉnh, đồng thời cử cán bộ giáo viên đi học chuyên đề, tham gia thao giảng cấp huyện, tỉnh để trau đồi, rèn luyện tay nghề, phát huy sáng kiến kinh nghiệm trong giảng dạy, thường xuyên tổ chức dự giờ, thăm lớp, kiểm tra hồ sơ dạy học.
Lúc này, nhiều thầy cô giáo trẻ đã có nhiều kinh nghiệm trong giảng dạy, nhiều người đạt giáo viên giỏi cấp tỉnh, tham gia bồi dưỡng học sinh giỏi và ôn luyện thi đại học. Tiêu biểu là các thầy cô giáo Đỗ Ngọc Trân, Lê Đăng Ninh (môn Văn), Nguyễn Thị Hoan (môn Sử), Đinh Văn Bào, Nguyễn Văn Minh (môn Toán), Hà Trọng Tân, Bùi Minh Thi (môn Lý), Lê Văn Quỳnh, Nguyễn Thị Sâm, Lê Thị Năm (môn Hóa), Nguyễn Bình Minh, Lê Linh Chung (Sinh)..

### Giai đoạn từ năm 1986
Từ năm 1986, trong công cuộc đổi mới đất nước, cải cách giáo dục lần thứ 3, trường Cấp III Tĩnh Gia 1 được đổi tên thành trường PTTH Tĩnh Gia 1 và dần hoạt động, phát triển theo chiều hướng mới. Cũng trong thời gian này tình hình đất nước và ngành giáo dục có nhiều khó khăn thử thách mới. Tình hình kinh tế - xã hội không ổn định, sản xuất cầm chừng, và những ảnh hưởng khách quan khác, làm cho đời sống của cán bộ, công nhân viên chức và nhân dân gặp nhiều khó khăn, nhiều học sinh đã phải bỏ học. Trường Phổ thông Trung học Tĩnh Gia 1 không nằm ngoài tình hình chung đó. Năm học 1985 -1986 có 30 lớp với 1310 học sinh (10 lớp 10, 10 lớp 11, 10 lớp 12); năm học 1986 - 1987, trường có 26 lớp với 1270 học sinh và 84 cán bộ, giáo viên, bước sang năm học 1987 - 1988, số lượng học sinh ở khối 11 và 12 giảm đi, song nhà trường vẫn đạt 27 lớp với 1180 học sinh (11 lớp 10, 8 lớp 11 và 8 lớp 12); năm học 1988 - 1989 nhà trường có 28 lớp với 1190 học sinh (10 lớp 10, 10 lớp 11, 8 lớp 12); năm học 1989 - 1990 giảm xuống chỉ còn 843 học sinh được phân  chia ở 24 lớp (7 lớp 10, 8 lớp 11, 9 lớp 12). Để đáp ứng yêu cầu chỉ đạo công tác giáo dục trong tình hình mới, Ban giám hiệu nhà trường kết hợp với chi bộ Đảng, Công đoàn, Đoàn thanh niên khẩn trương kiện toàn tổ chức, củng cố đội ngũ cán bộ, giáo viên và các hoạt động của nhà trường. Nâng cao chất lượng giảng dạy, tăng cường công tác giáo dục tư tưởng chính trị, đạo đức lối sống cho học sinh. Chất lượng giáo dục của nhà trường được giữ vững và có những thành tựu mới.
Bước vào năm học 1990 - 1991, được sự đồng ý của UBND tỉnh và Sở Giáo dục - Đào tạo Thanh Hóa, huyện Tĩnh Gia tiến hành thành lập trường cấp II - III Tĩnh Gia, địa điểm đặt trường ở Hải Yến, trên cơ sở chia tách trường Tĩnh Gia 1. Để nhà trường nhanh chóng đi vào hoạt động, một bộ phận giáo viên và số lượng học sinh đang học trường PTTH Tĩnh Gia 1, cùng với học sinh lớp 9 ở các xã Hải Bình, Tĩnh Hải, Hải Yến, Hải Hà, Hải Thượng, Nghi Sơn, Mai Lâm, Tùng Lâm, Tân Trường và Trường Lâm về xã Hải Yến để mở trường.
Từ năm 1991, sau 5 năm thực hiện đường lối đổi mới của Đảng, tình hình kinh tế, xã hội, giáo dục của nước ta đã có nhiều chuyển biến tích cực, song vẫn tồn tại nhiều hạn chế thiếu sót. Tình hình đó vừa là thời cơ song cũng là những thách thức đối với sự phát triển của nhà trường.
Theo Luật giáo dục năm 1998, Trường PTTH Tĩnh Gia 1 được đổi tên thành Trường THPT Tĩnh Gia 1. Từ đây dưới sự lãnh đạo của chi bộ Đảng, khắc phục khó khăn, phát huy tiềm năng, lợi thế và những thành tích đạt được, Ban giám hiệu cùng tập thể cán bộ, giáo viên trường Trung học phổ thông Tĩnh Gia 1 đã thực hiện tốt 6 quan điểm chỉ đạo phát triển Giáo dục Đào tạo trong thời kỳ mới theo Nghị quyết Hội nghị BCH trung ương Đảng lần 2 khoá VIII về định hướng phát triển giáo dục và đào tạo trong thời kỳ công nghiệp hoá, hiện đại hoá và nhiệm vụ đến năm 2000 và những năm tiếp theo.
Từ năm 1995 đến nay, quy mô giáo dục của nhà trường tiếp tục được phát triển, chất lượng giáo dục toàn diện có những bước tiến quan trọng, cơ sở vật chất được tăng cường.
Năm 2018, nhà trường đã tân trang lại dãy phòng học UNICEF, và xây mới một số nhà xe, đáp ứng yêu cầu dạy và học khi số lượng học sinh tăng lên.
Năm học 2018-2019, theo quyết định của Phó Chủ tịch UBND tỉnh Thanh Hóa ngày 22 tháng 8 năm 2018, trường Trung học phổ thông Tĩnh Gia 5 chính thức được sáp nhập vào trường Trung học phổ thông Tĩnh Gia I.

## Trường đạt chuẩn quốc gia
Nhà trường vinh dự đón nhận Huân chương Lao động hạng Nhất và Bằng công nhận trường THPT đạt chuẩn Quốc gia (ngày 18 tháng 11 năm 2011), nhân dịp 50 năm kỷ niệm thành lập trường.

## Những người nổi tiếng từng là học sinh trường Tĩnh Gia I
- Siêu mẫu Hoàng Thùy - Quán quân Vietnam's Next Top Model 2011, Á hậu 1 Hoa hậu Hoàn vũ Việt Nam 2017, Top 20 Miss Universe 2019